# الجنود الأطفال في سيراليون
يشير مصطلح الجنود الأطفال في سيراليون إلى نحو 10 آلاف إلى 14 ألف طفل قاتلوا بين عامي 1991 و2002 في الحرب الأهلية في سيراليون. قاتل الأطفال مع طرفي النزاع. وشكّل الأطفال المجندون الذين تتراوح أعمارهم بين 8- 14 سنة نحو نصف الجبهة المتحدة الثورية، وربع القوات المسلحة الحكومية.

## خلفية
قامت الجبهة المتحدة الثورية والقوات الحكومية والميليشيات التي تدعمها الدولة بين عامي 1991 و2002 بتجنيد الأطفال لاستخدامهم في القتال خلال الحرب الأهلية التي استمرت عقداً من الزمن في سيراليون. على الرغم من أن استخدام الأطفال في القتال ليس بالأمر الجديد في سيراليون، إلا أن استخدام الجنود الأطفال أصبح واسع الانتشار خلال الحرب الأهلية.
قامت الجبهة المتحدة الثورية باختطاف الأطفال وإجبارهم على القتال عندما بدأت الحرب الأهلية، وتراوحت أعمار ما يصل إلى ثمانين في المائة من هؤلاء الأطفال بين سبعة إلى أربعة عشر عاماً، حيث خدموا في وحدة الأولاد الصغار. استعملت الجبهة المتحدة الثورية الكحول والمخدرات المهلوسة على الأطفال أثناء التدريب. كما قامت القوات المسلحة التابعة للدولة ومجموعات الميليشيات المدعومة منها، بتجنيد الأطفال؛ مما أدى إلى مشاركة ما يقدر بنحو 10 آلاف طفل في الحرب. وفقا لمريم دنوف، شكّلت الفتيات ما يصل إلى 30% من الأطفال في الجبهة المتحدة الثورية. تعرضت هذه الفتيات للاغتصاب والاغتصاب الجماعي وغيره من أشكال العنف الجنسي.

## أسباب تؤدي إلى تجنيد الأطفال

### الشباب في سيراليون
تقول سوزان شبلر في كتابها «الطفولة المنتشرة»، إن مفهوم الشباب في سيراليون يختلف عن الامتيازات الغربية المثالية للطفولة. نظراً للاقتصاد الفقير والزراعي بشكل خاص في سيراليون، فإن عمالة الشباب أصبحت طبيعية. يتم إجبار العديد من الأطفال على الانخراط بسوق العمل كشرط ضرورة، بالإضافة إلى العمل من أجل أسرهم أو من أجل الآخرين كوسيلة لجمع الدخل لعائلاتهم.
خارج الوحدة الأسرية، يعتبر مفهوم التلمذة الصناعية أو تشجيع الأطفال الصغار على العمل من قبل أشخاص آخرين غير والديهم البيولوجيين أمر شائع؛ وغالباً ما يتم تعيين الأطفال من قبل البالغين لمساعدتهم في تجارتهم، أو للعمل كمساعدين في الطبخ والتنظيف وأداء المهمات. زادت الظروف السياسية أيضاً من انتشار عمالة الأطفال نظراً إلى أن خدمات الأطفال كانت تعاني من نقص التمويل كما كانت معدومة في كثير من الأحيان، مما يترك الأطفال غير قادرين على الحصول على التعليم.
كان أطفال الشوارع، أو الأطفال الذين لا يمتلكون أسرة أو تدريب مهني، هدفاً رئيسياً للتجنيد المبكر من قبل الجبهة المتحدة الثورية. حيث شملت التكتيكات المبكرة الوعد بالتعليم وتقديم المواد كالطعام والملابس لأطفال الشوارع. تقول شبلر، إن القبول الثقافي للشباب في سوق العمل كان عاملاً مساعداً لتجنيد الأطفال في الجبهة المتحدة الثورية. تصرف الأطفال في البداية كعمال في الوحدات العسكرية حيث قاموا بمهام غير قتالية؛ ولكن بعد ذلك، ازداد قبول الأطفال في صفوفهم بسبب طبيعتهم غير الواضحة، فتم استخدام الأطفال لتجاوز خطوط العدو ونقل الرسائل عبر مناطق القتال. 

### الإكراه والاختطاف
ركز التجنيد في بداية الحرب على هؤلاء الأطفال الذين كانت هياكل أسرهم فقيرة أو غائبة، واعداً إياهم بالحماية والشعور بالانتماء للمجتمع. بُذل الكثير من الجهد للتلاعب بالأطفال الذين يشعرون بالاستياء حيال أوضاعهم أو الذين يعانون نتيجة فقدان أسرتهم بسبب الحرب.
تم استغلال هذا الاستياء من قبل الجبهة المتحدة الثورية التي وعدت بالانتقام لأفراد الأسرة المفقودين وقدمت فرصة للأطفال ليكونوا جزءاً من شيء ما. تتشابه أوجه الآثار القهرية لتجنيد البالغين للأطفال في مجال العنف مع الهياكل المورّثة الأوسع نطاقاً داخل القوات المسلحة. يُجنّد الأطفال ويُعاملون كعملاء من «الرجال كبار». ومع ذلك، مع استمرار تخفيض الرتب، لجأت الجبهة المتحدة الثورية إلى عمليات الاختطاف القسري. تم أخذ الأطفال من منازلهم، وغالباً ما تعرضت أسرهم للاعتداء أو القتل؛ فأصبح الخوف وسيلة أساسية لتجنيد الأطفال في عمليات القتال.

## إعادة دمج الأطفال الجنود
تنص المادة 39 من اتفاقية حقوق الطفل على أن «تتخذ الأطراف جميع التدابير المناسبة لتعزيز الشفاء البدني والنفسي وإعادة الاندماج في المجتمع للطفل الذي يقع ضحية ... نزاعات مسلحة. ويحدث هذا التقويم/التعافي وإعادة الاندماج في البيئة التي تعزز صحة الطفل واحترامه لنفسه وكرامته». يتم تيسير برامج إعادة الإدماج ضمن إطار حقوق الإنسان من قبل المنظمات غير الحكومية والحكومية أيضاً؛ حيث تركز هذه البرامج في المقام الأول على احتياجات الطفل وغالباً ما تفشل في إعداد الأسر بشكل كاف لتلقي وتسهيل إعادة إدماج الضحية.

### المنظمات الرئيسية لتسهيل برامج إعادة الإدماج

#### الأمم المتحدة
كان هناك تأثير مهم للأمم المتحدة في إنهاء الحرب في سيراليون. حيث أنشأت بعثة حفظ السلام -وهي بعثة الأمم المتحدة في سيراليون- التي ساعدت حكومة سيراليون في تحقيق نهج نزع السلاح والتسريح وإعادة الإدماج.
الهدف من برنامج نزع السلاح والتسريح وإعادة الإدماج هو «المساهمة في الأمن والاستقرار في بيئات ما بعد الصراع حتى يتسنى بدء التقويم/التعافي والتنمية». يستخدم هذا النظام بالتنسيق مع الآليات السياسية وآليات إعادة الإعمار الأخرى من أجل ضمان توفير دعم إعادة الإدماج المستدام على المدى الطويل، وأيضاً لمنع عودة الصراع العنيف في سيراليون. 
في مارس من عام 2004، اقترح الأمين العام للأمم المتحدة تمديد ولاية بعثة الأمم المتحدة في سيراليون إلى شهر ديسمبر من عام 2005، بسبب الطبيعة الهشة لحكومة الولاية، والقلق من أنهم غير مستعدين لتحمل مسؤولية أمن البلاد بعد.

#### صندوق الأمم المتحدة للطفولة (اليونيسف)
كانت اليونيسف (منظمة الأمم المتحدة للطفولة) وكالة رئيسية ممن ساعدوا الحكومة وغيرها من منظمات الطرف الثالث في تنفيذ برنامج نزع السلاح والتسريح وإعادة الإدماج في جميع أنحاء سيراليون بين عامي 1998 و2002.
وفرت اليونيسف الحماية للأطفال المسرحين داخل مراكز الرعاية المؤقتة الخاصة بهم أثناء قيامهم بمحاولات للبحث عن أسرهم من أجل تحقيق لم شملهم. مر 5038 طفل من الجنود الأطفال المسرحين عبر هذه المراكز قبل إغلاقها؛ كما ساعدوا في تعقب أسر 2166 طفلاً ممن لم يرتبطوا بالنزاع المسلح. تتيح مراكز الرعاية المؤقتة هذه للأطفال إمكانية الوصول إلى الرعاية الطبية والأنشطة التعليمية.
تنوي سياسة مراكز الرعاية المؤقتة إلى تحديد إقامة الضحايا بمدة أقصاها 6 أسابيع. عندما لا يتمكن الجنود السابقون من لمّ شملهم مع أسرهم أو مجتمعاتهم، تتمكن اليونيسف من تزويدهم بمنازل حاضنة.

#### منتدى النساء الأفريقيات العاملات في حقل التربية والتعليم
يوفر منتدى النساء الأفريقيات العاملات في حقل التربية والتعليم، التعليم للإناث في جميع أنحاء أفريقيا، بما في ذلك في فريتاون في سيراليون. أُنشئ أول مشروع في عام 1999 وأتاح لضحايا الاستغلال الجنسي الوصول إلى العيادات الطبية والنفسية. 
وُسّع هذا البرنامج من خلال إنشاء خدمات توعية مجتمعية تركز على تمكين إعادة إدماج الإناث مع أطفالهنّ الذين وُلدوا نتيجة للانتهاك الجنسي أثناء الحرب. تم تنفيذ هذه الخدمات من خلال ضمان الوصول إلى الرعاية الصحية والتعليم وتطوير المهارات.

#### اللجنة الوطنية للعمل المجتمعي
اللجنة الوطنية للعمل المجتمعي هي مفوضية تابعة لحكومة سيراليون. توفر اللجنة إعادة الإعمار والإغاثة وتركز على توفير التنمية التي تمكن من إعادة الإدماج المستدامة؛ وقد أنشأت ثلاثة برامج خاصة: برنامج مجتمعي وبرنامج الأشغال العامة وبرنامج التمويل بالغ الصغر. لعبت اللجنة دوراً محورياً في إعادة تأسيس الحكومات المحلية.

## مرتكزات هذه البرامج الثلاثة
تشمل هذه المنظمات الولوج إلى مايلي:
- الدعم النفسي والرعاية

- إعادة شمل وتوحيد العائلات

- تدريبات قائمة على المهارات

- الرعاية الصحية
- التمدرس والتعليم
- التداريب المهنية

ترتكز هذه المنظمات على تأسيس شبكات طويلة الأمد وخطط لإعادة الإدماج التي من شأنها أن تستمر دون مساعدة أبدية من طرف المنظمات الثلاثة السالف ذكرها. كما تتطلب هذه الرؤية الطويلة الأمد دعماً سياسياً، اقتصادياً واجتماعياً.

## منهجية "DDR"
تنقسم هذه المنهجية إلى أربعة مراحل:
- نزع السلاح: وذلك بالسيطرة على أسلحة وذخائر المدنيين والمقاتلين ووضع خطط لإدارة الأسلحة.[20]

- التسريح: عملية تسريح المقاتلين النشطين من القوات المسلحة أو المجموعات المتمردة والثائرة التي ينتمون إليها. تنقسم هذه العملية بدورها إلى مرحلتين: تهتم المرحلة الأولى بتجهيز الجنود بينما يتم السعي في المرحلة الثانية إلى إعادة دمجهم. كما تهتم هذه العملية برعاية ومساعدة المقاتلين السابقين خلال مرحلة تسريحهم قبل إعادة إدماجهم في المجتمع، وتعد هذه الخطة وهدف طويل الأمد. تتجلى أهمية رعاية المقاتلين الذين تم تسريحهم في توفير حاجياتهم القصيرة الأمد كالباس، المأوى، الغذاء، التعليم، العمل والرعاية الصحية. [20]

- إعادة الإدماج: وهي المحطة الأخيرة التي تمكن المقاتلين السابقين من التمتع بوضع مدني داخل المجتمع وذلك بإعادة إدماجهم اقتصاديا واجتماعيا بغية الحصول على فرص عمل ومدخول مستدام لإعالة أنفسهم[20]